# Ancienne manufacture de moulinage J-B. Martin
L’ancienne manufacture de tissage et de moulinage J-B Martin se situe à Tarare dans le Rhône.
Elle fait l’objet d’une inscription au titre des monuments historiques depuis le 29 octobre 1987.

## Historique
La manufacture de tissage et moulinage a été créée en 1843 sur la propriété de Jean-Baptiste Martin (1801-1867), inventeur d'un métier à tisser spécial pour peluches et velours légers, et qui en perfectionna la mécanisation.
Les bâtiments, construits entre 1839 et 1843, attribués à l'architecte-voyer de la ville Eugène-Toussaint Cateland, sont les témoins les plus significatifs d'un mode de travail et d'une organisation sociale, particulièrement répandus au XIXe siècle dans la région lyonnaise : « l'usine-internat ».
En 1898, les héritiers Martin s'associent à d'autres industriels pour fonder les Manufactures de Velours et Peluches J.-B. Martin, avec des implantations allant de la Loire (Roanne) à l'Isère (Voiron). Le groupe continue de s'étendre (y compris à l'international) jusque dans les années 1970 où il est frappé de plein fouet par une baisse de la demande conjuguée à une concurrence internationale accrue. Le site de Tarare ferme en 1974 dans le cadre d'une restructuration – laquelle n'empêchera pas la liquidation du groupe en 1977.

## Bâtiments

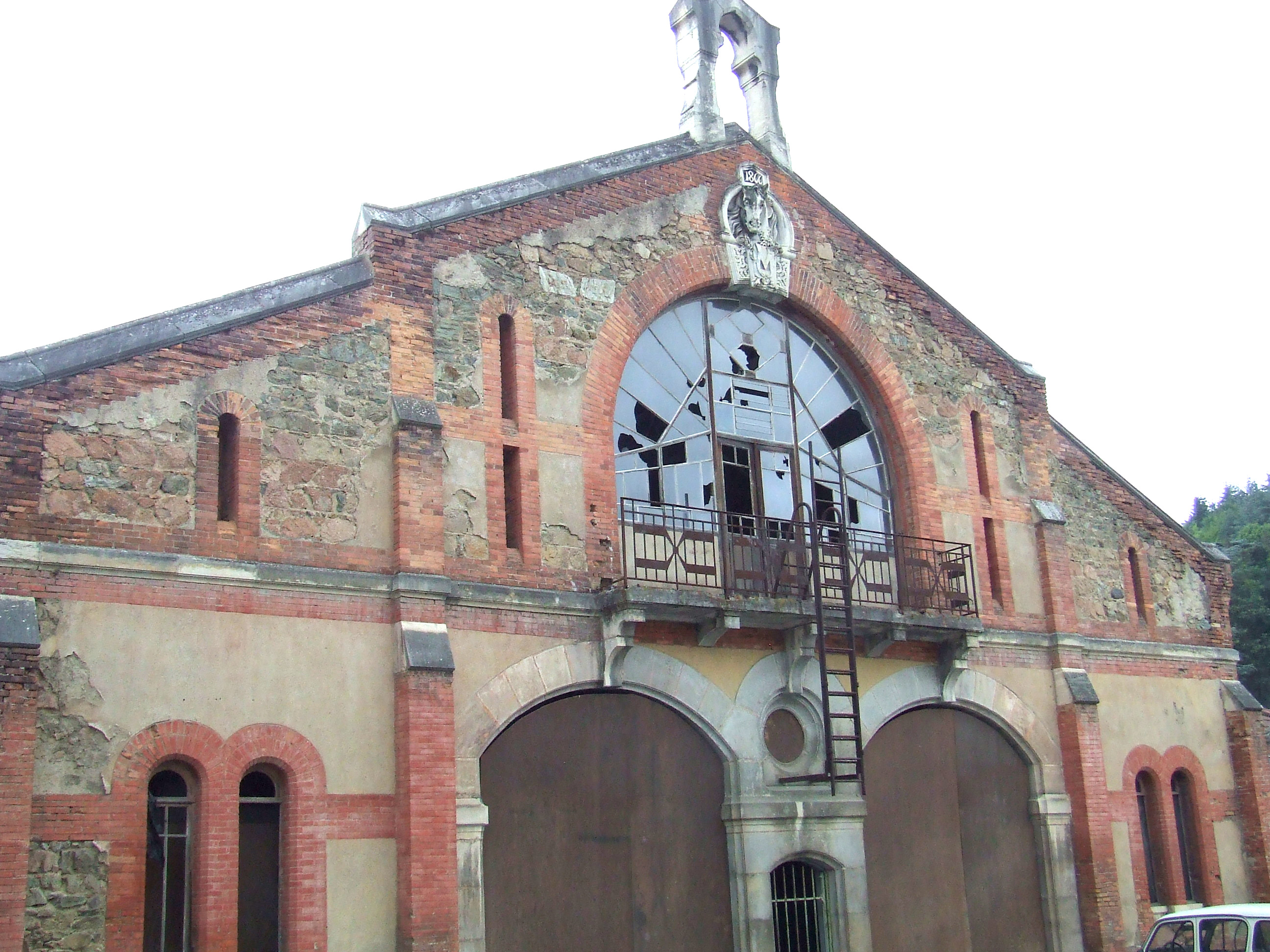
Le bâtiment des écuries

Le domaine comportait à l'origine deux bâtiments industriels distincts : le tissage et le moulinage, ainsi qu’une maison de maître, un parc, et des écuries.
Il était séparé de la ville de Tarare par la rivière Turdine. Seule deux entrées permettaient d’y accéder : une réservée à la famille Martin, et une réservée aux ouvriers.

### Bâtiment du moulinage
Le moulinage est un long bâtiment industriel, aéré de nombreuses et hautes fenêtres en demi cintre, où vivaient et travaillaient 500 jeunes filles encadrées par des religieuses. Les deux premiers niveaux du bâtiment central consistaient en une unique salle de travail dont le volume est rythmé par d'énormes piliers en pierre jaune supportant les poutres du plafond. Au deuxième étage, le bâtiment abritait de vastes dortoirs, et une grande chapelle (datée 1869) qui a conservé sa charpente apparente polychrome à poinçons pendants sculptés.
Après la fermeture de la manufacture, l'aile ouest accueille des logements tandis que le reste de l'édifice est temporairement loué à d'autres entreprises à des fins de stockage, avant de devenir une friche. La ville de Tarare en fait l'acquisition en 2024, puis en confie la réhabilitation au promoteur GCC qui, après travaux, le revendra par lots au Département (pour y accueillir différents services dont la médiathèque départementale), à la Communauté d'agglomération de l'Ouest Rhodanien (pour y déménager son siège) et à la ville elle-même (pour y installer une école de musique). 

### Bâtiment du tissage
Le tissage a été détruit en 1970. Un supermarché et un parking sont construits à son emplacement.

### Maison de maître
La maison de maître a été revendue à la ville de Tarare dès le début des années 1930. Celle-ci y adjoint des bâtiments mitoyens et y installe un hôpital, lequel reste en activité jusqu'en 2017, date où il déménage à quelques centaines de mètres (de l'autre côté de la gare de Tarare). Le site (comprenant également les anciennes écuries) est revendu en 2023 au promoteur OGIC qui prévoit de redonner de son cachet à la maison de maître en lui enlevant ses extensions hospitalières, tout en construisant de nouveaux logements sur l'emprise,.

## Culture
Le pensionnat usine a fait l’objet d’un documentaire, les petites mains, sorti en septembre 2024.

## Sources et bibliographie
Les archives de la manufacture Martin sont conservées aux Archives du département du Rhône et de la métropole de Lyon (sous-série 45 J). 